# 超狗任務
《超狗任務》（英語：Underdog）是一部2007年的美國動作冒險電影，由弗雷德里克·杜周執導，傑森·李、彼得·汀克萊傑、泰莉·曼森主演，華特迪士尼影業製作。故事改編自60年代同名的電視卡通影集；主要講述一隻普通的米格魯犬在一次科學實驗當中意外被賦予超能力，然而牠得必須阻止瘋狂科學家毀滅城市的邪惡計畫，以拯救全市人民。

## 劇情
一隻在警隊服務的米格魯犬「鞋擦」因一次失誤而遭到開除，流落街頭。隨後牠被抓到一個動物研究所裡，性情古怪陰險的西蒙·巴斯塔博士正對流浪狗作著實驗，「鞋擦」在一番經過後意外成為力量強大、會說話、會飛翔的超狗，在成功逃出實驗室後，超狗被動物研究所保安Dan Unger所收養。
巴斯塔博士不僅想要奪回超狗，更與其助手計畫要摧毀這個城市；超狗在保安兒子傑克的支持下，披上斗篷為人類伸張正義。

## 主要角色
- 傑森·李  飾 超狗「鞋擦」
- 彼得·汀克萊傑 飾 西蒙·巴斯塔博士；計畫摧毀城市的瘋狂科學家。
- 派屈克·華博頓 飾 坎德；巴斯塔的助手。
- Alex neuberger 飾 傑克 ；超狗的小主人。
- 詹姆斯·貝鲁什 飾 Dan Unger；動物研究所的保安，超狗的主人。
- 泰勒·摩森 飾 Molly；與傑克戀愛的女孩。
- 艾美·亞當斯 飾 波莉；Molly飼養的一隻西班牙獵犬，超狗心儀的對象。

## 外部連結
- 官方网站
- 互联网电影数据库（IMDb）上《超狗任務》的资料（英文）
- TCM电影资料库上《超狗任務》的资料（英文）
- Box Office Mojo上《超狗任務》的資料（英文）
- 爛番茄上《超狗任務》的資料（英文）
- Metacritic上《超狗任務》的資料（英文）
- 豆瓣电影上《超狗任務》的資料 （简体中文）